# Dan + Shay (альбом)
It Just Comes Natural — третий студийный альбом американского кантри-дуэта Dan + Shay (Дэн Смайерс и Джеймс Шей Муни), вышедший 22 июня 2018 года на лейбле Warner Nashville. Продюсером были Scott Hendricks и Дэн Смайерс. Диск возглавил американский кантри-чарт Top Country Albums.

## Об альбоме
Дуэт анонсировал список композиций своего третьего студийного альбома через социальные медиа в мае 2018 года. В дополнение к лид-синглу «Tequila», они также сообщили, что альбом будет включать дуэт с Келли Кларксон. Член группы Dan Smyers рассказал изданию Taste of Country, что «I feel like this is the first time we really nailed it telling our story, saying what we want to say and putting the songs out that sound like we want to sound and how we want to be perceived. It feels really special, the whole body of work».

## Отзывы
| Оценки критиков       | Оценки критиков                                                                    |
| Источник              | Оценка                                                                             |
| --------------------- | ---------------------------------------------------------------------------------- |
| AllMusic              | 3 из 5 звёзд · 3 из 5 звёзд · 3 из 5 звёзд · 3 из 5 звёзд · 3 из 5 звёзд           |
| Entertainment Focus   | 5 из 5 звёзд · 5 из 5 звёзд · 5 из 5 звёзд · 5 из 5 звёзд · 5 из 5 звёзд           |
| Rolling Stone         | 3,5 из 5 звёзд · 3,5 из 5 звёзд · 3,5 из 5 звёзд · 3,5 из 5 звёзд · 3,5 из 5 звёзд |
| Sounds Like Nashville | (Positive)                                                                         |
| Taste of Country      | (Positive)                                                                         |
| The Young Folks       | 8/10                                                                               |

Альбом получил положительные и отзывы музыкальных критиков и интернет-изданий: Sounds Like Nashville, Rolling Stone, Allmusic.

## Коммерческий успех
7 июля 2018 года альбом дебютировал на первом месте Top Country Albums (второй чарттоппер после их первого диска Where It All Began, № 1 в 2014 году), а их сингл «Tequila» возглавил чарт Country Airplay (став 4-м их лидером этого радиоэфирного хит-парада). Тираж альбома составил 44,000 экв. альб. единиц, включая 24000 традиционных продаж и достиг позиции № 6 в основном американском хит-параде Billboard 200 .
6 марта 2019 года альбом был сертифицирован ассоциацией Recording Industry Association of America (RIAA) в золотом статусе, а 13 ноября — в платиновом статусе за комбинированные продажи более 1,000,000 альбомных эквивалентных единиц в США. К декабрю 2019 года было продано 167,400 копий в США.

## Список композиций
1. «Alone Together» (Дэн Смайерс, Шей Муни, Jesse Frasure, Хиллари Линдси) — 2:51
2. «Tequila» (Смайерс, Nicolle Galyon, Jordan Reynolds) — 3:16
3. «What Keeps You Up at Night» (Chase Foster, Jordan Minton, Reynolds) — 3:21
4. «All to Myself» (Смайерс, Муни, Reynolds, Galyon) — 2:49
5. «Keeping Score» (Смайерс, Reynolds, Laura Veltz) — 3:40
  - при участии Келли Кларксон
6. «Make or Break» (Смайерс, Муни, Reynolds, Emily Weisband) — 2:35
7. «Speechless» (Смайерс, Муни, Reynolds, Veltz) — 3:33
8. «Stupid Love» (Смайерс, Муни, Jon Nite, David Hodges) — 3:14
9. «No Such Thing» (Смайерс, Муни, David Lee Murphy, Matt Dragstrem) — 2:59
10. «My Side of the Fence» (Муни, Benjy Davis) — 3:39
11. «Island Time» (Смайерс, Муни, Jimmy Robbins, Andy Albert) — 3:19

## Позиции в чартах
| Чарт (2018)                              | Высшая позиция |
| ---------------------------------------- | -------------- |
| Австралия (ARIA)                         | 15             |
| Канада (Canadian Albums Chart)           | 11             |
| Новая Зеландия, Heatseeker Albums (RMNZ) | 6              |
| Шотландия (Scottish Albums Chart)        | 62             |
| Великобритания (UK Country Albums Chart) | 2              |
| США Billboard 200                        | 6              |
| США (Billboard Top Country Albums)       | 1              |

| Чарт (2018)       | Позиция |
| ----------------- | ------- |
| США Billboard 200 | 115     |

| Чарт (2019)                        | Позиция |
| ---------------------------------- | ------- |
| Канада Canadian Albums (Billboard) | 38      |
| США Billboard 200                  | 26      |

## Сертификации
| Регион | Сертификация | Продажи             |
| --- | ------------ | ------------------- |
| Канада (Music Canada) | Золотой      | 40 000              |
| США (RIAA) | Платиновый   | 1,000,000 / 167,300 |
| * Данные о продажах приведены только на основе сертификации. · ^ Данные о тиражах приведены только на основе сертификации. · Данные о продажах + прослушиваниях приведены только на основе сертификации. |              |                     |